# Общественный транспорт Ашхабада
Общественный транспорт Ашхабада — система пассажирского общественного транспорта (автобус, такси (маршрутное и обычное)) в Ашхабаде.

## История
Появление первых автомобилей относится к началу XX века. В 1910 году было организовано автомобильное движение на двух автомобилях по маршруту Асхабад-Фирюза. Время в пути составляло 2 часа.

## Оплата проезда
- 1997 — 50 манат
- 2014 — 30 тенге
- 2017 — 50 тенге

Тариф на проезд в городском общественном транспорте составляет 50 туркменских тенге (с 2017 года). Маршрутное такси — 1 манат. Такси — от 2 до 20 манат, в зависимости от удалённости от центра города и результатов переговоров с водителем..
Проезд в ашхабадском городском общественном транспорте для большинства населения страны платный. Деньги бросают в коробочку, стоящую возле водителя. Крупные купюры дают водителю, он даёт сдачу.

## Городская транспортная система

### Автобус

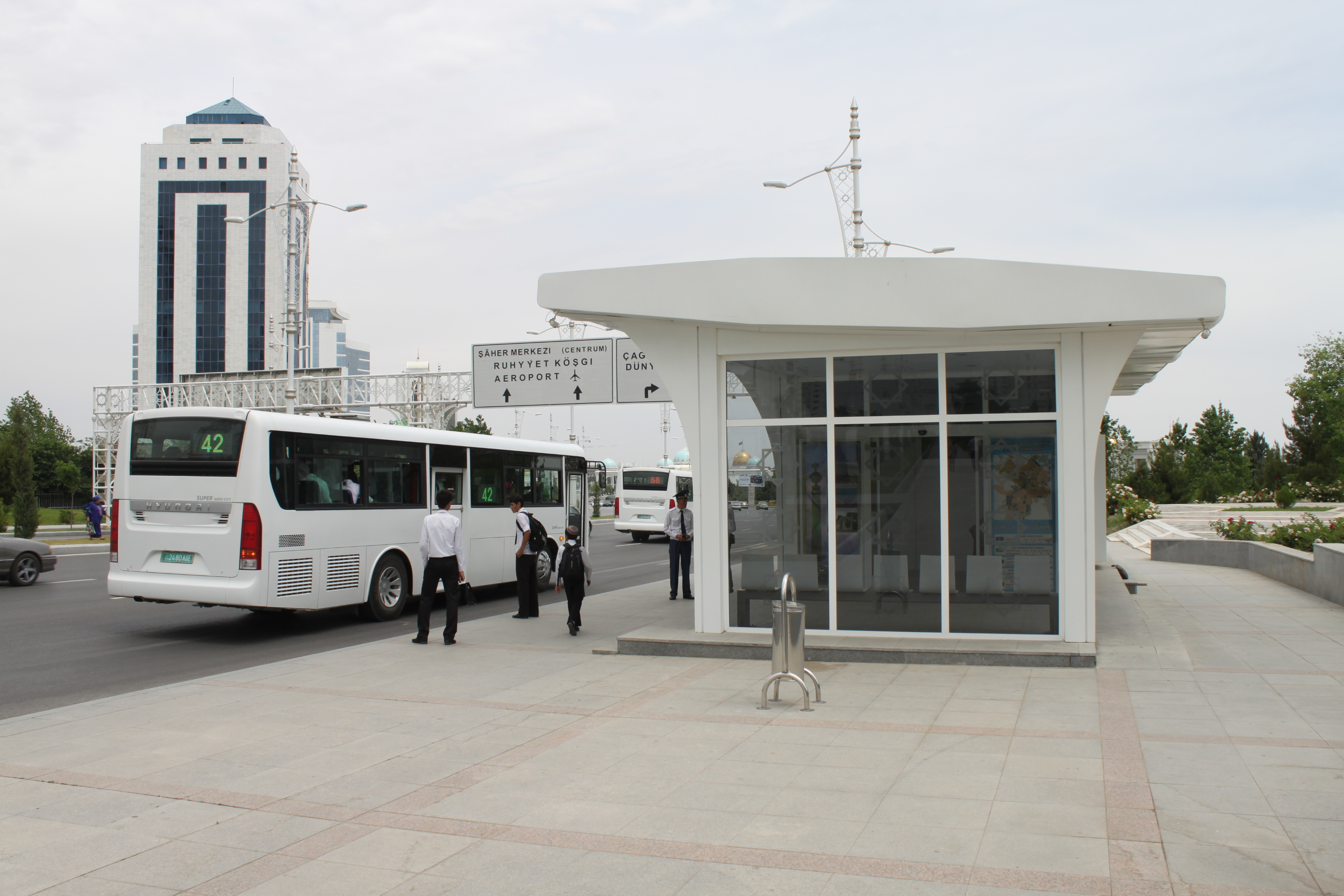
Остановка с кондиционером и телевидением в Ашхабаде

В Ашхабаде имеется более 90 городских автобусных маршрутов и 20 пригородных, общая длина которых составляет около 2230 километров. Маршруты обслуживают около 700 машин, из которых свыше 500 Hyundai Aero City, остальные Iran Khodro 0457. Каждая остановка снабжена картой-схема маршрутов и расписанием движения. Остановки располагаются в среднем через 300—500 метров.
В городе действуют два автовокзала: поблизости от Текинского базара и Ашхабадский международный пассажирский автотерминал. Поддерживается ежедневное междугороднее сообщение столицы с Туркменабатом, Байрамали, Дашогузом, Ербентом, Бокурдаком, Туркменбаши, Арчманом и Бахарлы. На междугородных линиях задействованы Hyundai Universe Luxury , Iran Khodro SC 0457, Sahab Renault и Yutong ZK6129H.
Также налажено пригородное сообщение с Яшлыком, Гёкдепе, Горджавом, Ызгантом, Бабарапом, Бугдайлы, Аннау, Гями, Овадандепе, Ватаном, Хурмантом, Оналды, Гями Дача, Касамлы Джулге, Гаверс, Яшылдепе, Акдашаяк, Ниязов, Суйтчилик, Парахатом. На пригородных маршрутах работают автобусы ПАЗ 32054 и микроавтобусы Volkswagen.

### Троллейбус
Впервые троллейбусы появились на улицах Ашхабада 19 октября 1964 года. По состоянию на 2011 год в городе действовало 7 маршрутов. На балансе ашхабадского троллейбусного парка по состоянию на 2011 год находилось 47 троллейбусов («Škoda 14TrM»). В 2000 году списали последние устаревшие троллейбусы модели «ЮМЗ Т2». С 1 января 2012 года троллейбусная транспортная система города прекратила свою работу.

### Монорельс
В «Олимпийском городке» Ашхабада возведена монорельсовая дорога. Длина сети — 5,1 км, построено 8 станций, по которым курсирует 3 вагона.

### Авиационные перевозки
В десяти километрах от центра Ашхабада располагается Аэропорт имени Сапармурата Туркменбаши он обслуживает в основном международные рейсы туркменской авиакомпаний «Туркменские авиалинии» и зарубежных компаний «Турецкие авиалинии» (Турция), «S7 Airlines» (Россия), «Люфтганза» (Германия), «Белавиа» (Белоруссия) и другие.

### Железнодорожные перевозки

Ашхабадский вокзал

В Ашхабаде располагается одноимённый железнодорожный вокзал. От него ходят пассажирские и скорые поезда в Туркменбашы, Дашогуз, Туркменабат, Серхетабат, Амударью.